# Samalete (Ort, Tulataqueo)
Samalete (nach anderen Angaben: Fatubelar) ist eine osttimoresische Siedlung im Suco Tulataqueo (Verwaltungsamt Remexio, Gemeinde Aileu).

## Geographie und Einrichtungen
Das Dorf Samalete liegt im Süden der Aldeia Samalete in einer Meereshöhe von 868 m. Die Gebäude verteilen sich im bewaldeten Gebiet locker um eine Piste, die das Dorf mit Tulataqueo, dem Hauptort des Sucos im Süden verbindet. Die Piste endet etwas nördlich in einem kleinen Weiler. Westlich entspringt ein Zufluss des Cihohani, der zum System des Nördlichen Laclós gehört.
In Samalete stehen eine Grundschule, eine Klinik und die Kapelle Santa Maria Rainha.